# باسوروان
باسوروان (بالإنجليزية: Pasuruan)‏ هي مدينة تقع في إندونيسيا في جاوة الشرقية. يقدر عدد سكانها بـ 186,322 نسمة ومساحتها 147 كم2 .

## أعلام
- روني فيرمانسيا
- إرنست دويس ديكر